# Хейуорд, Дюбоз
Эдвин Дюбоз Хейворд, известный как ДюБоз Хейворд (анг DuBose Heyward, родился 31 августа 1885 года в Чарльстоне, Южная Каролина, США, † 16 июня 1940 года в Трионе, Южная Каролина, США) — американский писатель, известный как либреттист оперы «Порги и Бесс» (1935) на музыку Джорджа Гершвина.

## Биография
Хейворд происходил из высшего общества Южной Каролины, но его семья плантаторов обеднела из-за Гражданской войны в США. Его отец умер, когда ему было два года . он бросил школу в 14 лет. Он описал себя как «несчастного студента», который не интересовался обучением но всю жизнь проявлял серьезный интерес к литературе. В детстве и юношестве Хейворд часто болел. Его карьера брокера в недвижимости и страхованию была прервана несколькими серьезными заболеваниями (полиомиелитом он болел в 18 лет, брюшной тиф через два года, плевритом через год), и в конце концов он обратился к писательству. Он смог обеспечить себя, когда стал успешным страховым агентом. Прикованный к постели больного, он написал множество стихов и рассказов.
В 1913 году Хейворд написал одноактную пьесу «Артистический триумф», поставленную в местном театре. Хотя Хейворд описывался как производная работа, которая, как сообщается, малообещала, он был достаточно воодушевлен, чтобы продолжить литературную карьеру. В 1917 году, выздоравливая, он начал серьезно заниматься художественной литературой и поэзией. В 1918 году он опубликовал свой первый рассказ " Грубый " в « Языческом», журнале для евдемонистов
Хейворд познакомился со своей женой Дороти, когда они оба были в колонии МакДауэлл в 1922 году. После свадьбы они много лет жили в Чарльстоне. Их единственный ребенок, Дженифер Дюбоз Хейворд, родилась в 1930 году в Нью-Йорке. Она стала скульптором, актрисой и танцовщицей, участницей Русского балета Монте-Карло . Она вышла замуж за Джадсона Вуда-младшего и умерла в 1984 году
Другой роман о жизни негритянского населения Чарльстона, «Дочери Мамбы», был опубликован в 1929 году, но имел меньший успех. Он разыграл это в 1939 году со своей женой Дороти. Его пьеса Brass Ankle написана в 1931. Его роман «Усеянная звездами девственница» (действие которого происходит на Виргинских островах) был опубликован в 1939 году, а его детская книга «Деревенский кролик и маленькие золотые башмачки» — в 1939 году. Дальнейшие работы: Skylines and Horizons написана в 1924, Angel в 1926, The Halfpint Flask в 1929, Jasbo Brown и Selected Poems в 1931, Peter Ashley в 1932 и Lost Morning в 1936.
В 1920 году вместе с Херви Алленом и Джоном Беннетом он основал Поэтическое общество Южной Каролины и издавал их ежегодники до 1924 года. В 1922 году был опубликован его сборник стихов (с Херви Алленом) «Каролина Шансонс: Легенды низкой страны». В 1923 году он женился на драматурге Дороти Хартцелл Кунс, дочь Дженнифер, родившаяся в 1930 году. В 1924 году он бросил бизнес и стал писателем, время от времени преподавая литературу в колледжах.
Его роман «Порги», опубликованный в 1925 году, был основан на его наблюдениях за жизнью негритянских рабочих в районе судостроительной верфи Чарльстона (жители Кэтфиш-Роу). Он и его жена превратили его в пьесу «Порги 1927»), которая имела большой успех на Бродвее, и либретто для оперы Джорджа Гершвина «Порги и Бесс» (1935), над либретто также работал Ира Гершвин.
К 1924 году Хейворд достиг определенной финансовой независимости, что позволило ему бросить бизнес и посвятить все свое время литературе. В том же году он опубликовал свой первый сборник стихов « Джасбо Браун и другие стихи» (1924). В перерывах между писательскими занятиями он дополнял свой доход чтением лекций по южной литературе в колледжах и Военной академии Портера.
Он также написал сценарии для «Императора Джонса» (по мотивам Юджина О’Нила) и «Хорошая земля» (по мотивам Перла С. Бака).
В 1937 году был избран членом Американской академии искусств и литературы.
Умер от сердечного приступа.